# Монтесаркио
Монтесаркио (на италиански: Montesarchio, лат.: Caudium; гръцки: Καύδιον) e град и община в провинция Беневенто, Кампания, Южна Италия. Намира се на 18 км югоизточно от Беневенто. Преди 31 юли 1977 e община. През 2007 г. има 13 542 жители.
Древното му име e Каудиум (Caudium) в Самниум, родината на самнитите и се намирал на пътя от Беневентум (днес Беневенто) за Капуа.